# Neele Marie Nickel

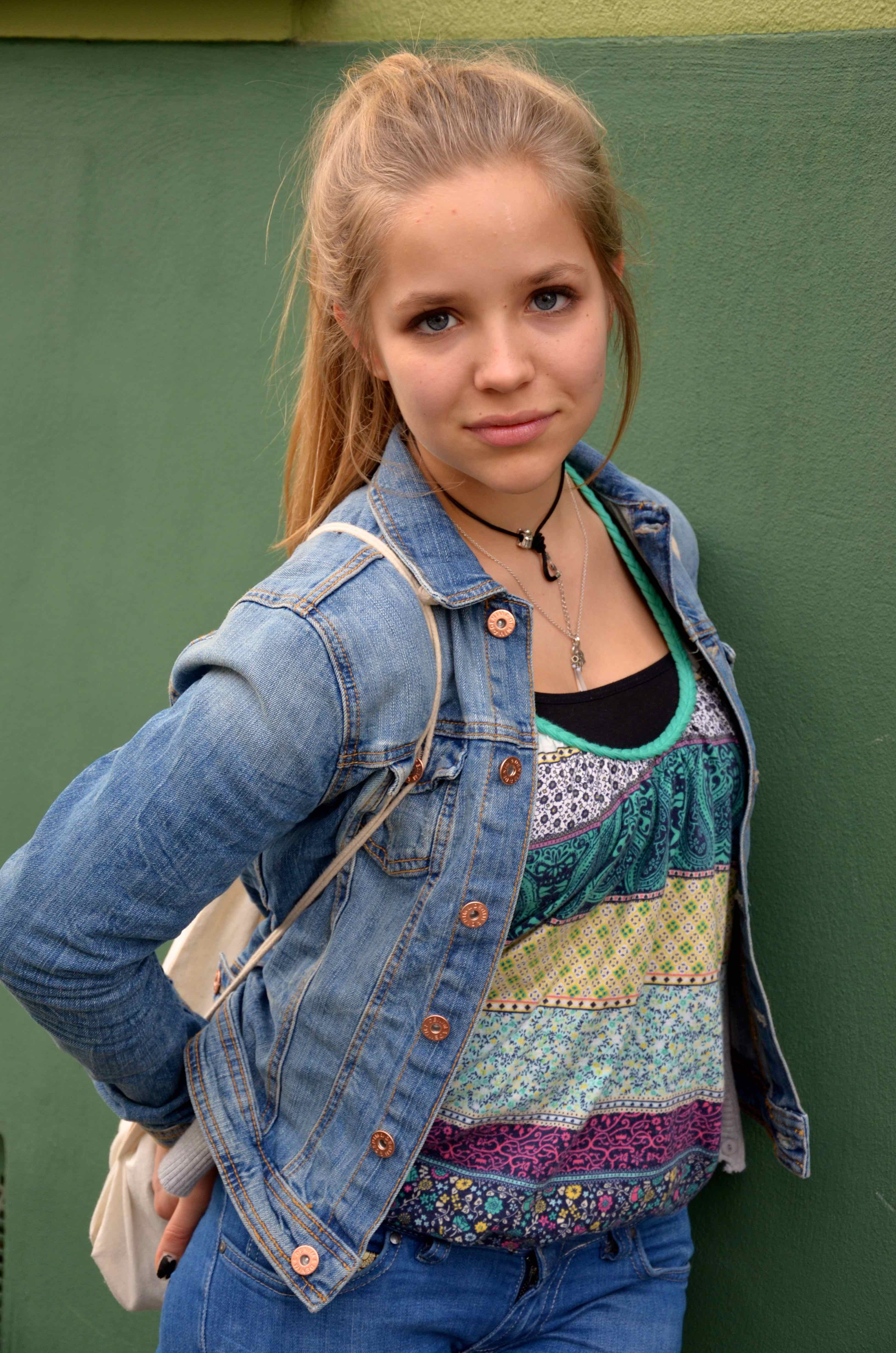
Neele Marie Nickel (2015)

Neele Marie Nickel, häufig auch geschrieben: Nele Marie Nickel bzw. Neele-Marie Nickel (* 11. Oktober 2000 in Köln) ist eine deutsche Schauspielerin.

## Leben
Neele Marie Nickel gewann erste schauspielerische Erfahrungen in der Theater-AG ihrer Schule. Sie erhielt die Gelegenheit, im Kinofilm Fünf Freunde, der nach einem Buch aus der gleichnamigen bekannten Serie Fünf Freunde von Enid Blyton entstand, mitzuspielen. An der Seite von Valeria Eisenbart, Quirin Oettl und Justus Schlingensiepen spielt sie seitdem die Rolle der ‚Anne‘, eine der Hauptrollen. 
Der Film kam Ende Januar 2012 in die deutschen Kinos und war ein Erfolg, woraufhin am 31. Januar 2013 ein zweiter Teil gezeigt wurde. Im Frühjahr 2014 kam der dritte Teil in die Kinos, Teil 4 erschien am 29. Januar 2015.
2016 wirkte sie unter der Regie von Leander Haußmann an der Kinoverfilmung Das Pubertier – Der Film nach dem bekannten Buch von Jan Weiler mit. Die Veröffentlichung des Films erfolgte im Juli 2017. 

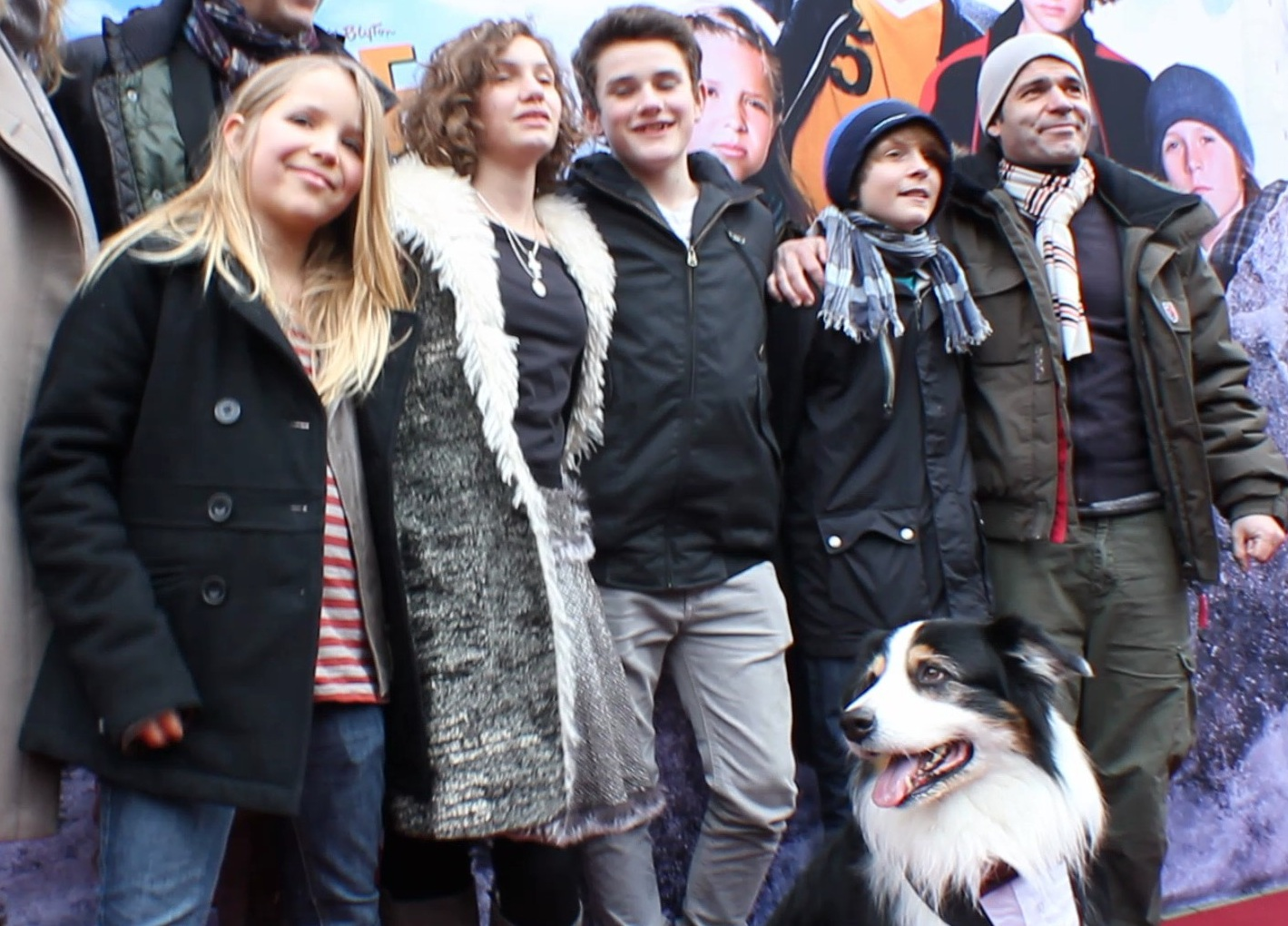
Neele Marie Nickel, links im Bild, mit anderen Darstellern von Fünf Freunde, 2012

## Filmografie
- 2012: Fünf Freunde
- 2013: Fünf Freunde 2
- 2014: Fünf Freunde 3
- 2015: Fünf Freunde 4
- 2017: Das Pubertier – Der Film
- 2017: Fack ju Göhte 3
- 2020: Confusion (Kurzfilm der Hochschule Macromedia)
- 2022: Löwin und Elefant (Kurzfilm)